# Амитивил 2: Обладаването
„Амитивил 2: Обладаването“ (на английски: Amityville II: The Possession) е мексиканско-американски свръхестествен филм на ужасите от 1982 г. Базиран е на бестселъра „Убийство в Амитивил“. Предистория е на „Ужасът в Амитивил“.
Във филма истинското семейство Дефео е прекръстено на Монтели.

## Сюжет
Внимание:  Текстът по-долу разкрива сюжета на произведението (или части от него)!
Семейство Монтели купува къща, построена върху древно гробище. Най-възрастният син е обладан от демон и трябва да убие семейството си. Местен свещеник се опитва да спаси душата му.

## Актьорски състав
- Джеймс Олсън – отец Франк Адамски
- Бърт Йънг – Антъни Монтели
- Рътаня Олда – Долорес Монтели
- Джак Магнър – Съни Монтели
- Даян Франклин – Патриша Монтели
- Брент Кац – Марк Монтели
- Ерика Кац – Джанис Монтели